# Iki (Insel)
Iki (japanisch 壱岐島, Iki no shima, wörtlich: „Einkap-Insel“) ist eine japanische Insel, die sich in 20 km Entfernung nordnordwestlich vor Kyūshūs Halbinsel Higashi-Matsuura und südöstlich der Tsushima-Inseln befindet.

## Geografie
Iki liegt in der Tsushima-Straße, wobei wiederum die zwischen Iki und Higashi-Matsuura verlaufende Meeresstraße als Iki-Kanal (壱岐水道, Iki-suidō) oder Iki-Straße (壱岐海峡, Iki-kaikyō) bezeichnet wird.
Die Fläche der Insel umfasst 133,92 km² bei einer Nord-Süd-Ausdehnung von etwa 17, und einer Ost-West-Ausdehnung etwa 14 km. Zu Iki gehören 23 weitere Inseln: 4 bewohnte und 19 unbewohnte.

### Geologie
Die durchschnittliche Höhe der Landoberfläche liegt bei 100 m über NN, einige Hügel erheben sich in Höhen um 200 m. Die höchste Erhebung in diesem schwach geschwungenen Relief ist der Dakenotsuji (岳ノ辻) mit 212,9 m.
Die Insel ist ein Basaltplateau effusiven Ursprungs und bestückt mit pyroklastischen Kegeln, von denen die letzten vor 600.000 Jahren aktiv waren. Der Nordwesten der Insel ist noch aktiv, hier – im Ortsteil Yunomoto (湯ノ本, wörtlich: „Heißwasserquelle“) - befinden sich heiße Quellen.

### Klima
Iki gehört zur Klimaprovinz Nord-Kyūshū, die den Nordteil Kyūshūs (nördlich des Kyūshū-Gebirges), das westliche Chūgoku mit Shimonoseki und die Inseln der Tsushima-Straße umfasst. Unter der Klimaprovinzen Japans hat sie eine Ausnahmestellung inne: Obwohl auf der Nordseite Japans gelegen, zählt sie dem Jahresgang des Niederschlages nach, nicht zu den Klimatypen der „japanischen Rückseite“ (ura Nihon), den am Japanischen Meer gelegenen Landstrichen, noch zu dem der Seto-Inlandsee. Für erstere fehlt das winterliche Niederschlagsmaximum, für letzteren sind die hier anzutreffenden jährlichen Niederschlagssummen von 1600 bis 2000 mm zu hoch. 
Der warme Tsushima-Strom sorgt auf Iki für milde Winter: die mittlere Januartemperatur sinkt nicht unter 7 °C. Im heißesten Monat August liegen die Temperaturen um 27 °C. Es gibt zwei etwa gleich hohe Niederschlagsmaxima, im September mit etwa 267 mm und im Juni mit etwa 277 mm. Die Niederschlagsjahressumme liegt über 2000 mm.

## Status als Gebietskörperschaft
Auf Iki befand sich ursprünglich die Provinz Iki, über die und einem Teil der Provinz Hizen sich wiederum das Lehen (Han) Hirado erstreckte. Mit der Abschaffung der Han und der Gründung der Präfekturen im Jahr 1871 kam Iki zunächst zur – aus dem Han Hirado entstandenen – Präfektur Hirado, die jedoch noch im gleichen Jahr in der Präfektur Nagasaki aufging. Die ursprünglich zwei Landkreise (Gun) wurden 1896 zum Iki-gun vereinigt. Zählte man nach den 1889 üblichen Regularien im alten Iki-gun noch sieben und im alten Ishida-gun noch fünf Dörfer, so blieb nach weiteren Gemeindezusammenschlüssen bis zum Jahr 1970 noch eine Zahl von vier Orten übrig.
Die Insel behielt bis zum 1. März 2004 den Status eines Landkreises. Der lokale Verwaltungssitz war die Gemeinde Iki. Der Kreis ging im Jahr 2004 - im Zuge der sukzessiven Neuordnung der japanischen Verwaltungseinheiten – in die Stadt (Shi) über, welche die gesamte Insel umfasst und sich aus den vier „Vierteln“ (Chō) Gōnoura, Katsumoto, Ashibe und Ishida zusammensetzt.
Aufgrund der abgelegenen Lage werden viele Verwaltungsfunktionen der Präfektur vom Regionalbüro Iki (壱岐地方局, Iki chihō kyoku) – bis 2004 Unterpräfektur Iki – wahrgenommen.

## Bevölkerung
Die Insel wird von 28.941 Einwohnern (Stand 1. Oktober 2011) bewohnt. Auf den umliegenden vier bewohnten Inseln leben zusätzlich 436 Personen. Vor allem infolge der Abwanderung junger Menschen zählt Iki heute nur noch etwa halb so viele Einwohner wie Mitte der 1950er Jahre.
Die Plateauflächen im Landesinneren sind dispers besiedelt. Agrarische Nutzflächen wechseln sich mit vereinzelten Gehöften ab. Die Fischersiedlungen entlang der Küste hingegen weisen ein konzentriertes Siedlungsmuster auf.

## Wirtschaft

### Landwirtschaft
Die Insel verfügt über reiche Grundwasserreserven und Speicherseen, was auf den meliorierten Flächen nahe der Küste Reisanbau auf Nassfeldern erlaubt. Im Hinterland werden vor allem Tabak, Wassermelonen und Mikan angepflanzt. Der örtliche Shōchū gilt als Spezialität. Daneben existieren einige kleinere Rindermastbetriebe und Fischereien.

### Fischerei und Walfang
Der vom warmen Tsushima-Strom, einer langsam fließenden Zweigströmung des Kuroshio, umgebenen Insel boten sich seit jeher reiche Fischgründe. Die ersten Fischersiedlungen lassen sich schon für die Yayoi-Zeit nachweisen. Zwar ist der kommerzielle Fischfang eingeschränkt. In kleinem Stil wird dennoch gefischt und Meeresfrüchte geerntet. Der Rote Thun wird meist auf traditionelle Weise mit Angel und Leine gefangen. Die in Katsumoto, dem wichtigsten Fischereihafen der Insel, angelandete Thun-Fangmenge ging jedoch von 358 Tonnen im Jahre 2005 auf 138 Tonnen im Jahre 2015 zurück. In die Netze der Fischer gehen vor allem Sardinen (Sardinops melanostictus, 鰯, iwashi), Makrelen (Seriola quinqueradiata, 鰤, buri) und Tintenfische (イカ, ika). Daneben werden von Ama-Taucherinnen und -Tauchern Muscheln, Schnecken und Kombu geerntet, vor allem Seeohren, Seeigel und sogenannte Turbanschnecken (Turbo (Batillus) cornutus, サザエ, sazae). Als maritime Kulinaria der Insel gelten vor allem Seeigel und Buri.

### Walfang
Früher betrieb man auf den Inseln Walfang. In den 1970er und 1980er Jahren gerieten vor allem die Fischereibetriebe des Ortes Katsumoto in die Schlagzeilen. Man hatte die lokalen Minkwal- und Delfinbestände stark dezimiert, um einen natürlichen Konkurrenten im kommerziellen Fischfang auszuschalten. Nach 1982 verbot die Stadtverwaltung den kommerziellen Fang von Buri.
1977 luden örtliche Fischer Fernsehanstalten ein, eine Massenschlachtung von Delfinen zu filmen. Die Aufnahmen führten zu scharfen Verurteilungen durch Umweltaktivisten. Heute wird auf Iki kein kommerzieller Walfang mehr betrieben.

### Tourismus
Die Insel wirbt als Tourismusstandort mit Onsen, Hotels, Badestränden sowie Golf- und Campingplätzen. An der Nordküste der Insel existiert ein Delfinarium. Zusammen mit der benachbarten Insel Tsushima bilden Teile der Insel seit 1968 den Iki-Tsushima-Quasi-Nationalpark, der in das Tourismuskonzept eingeflochten ist.

## Geschichte
Seit jeher waren die Insel Iki und Tsushima wichtige Brücken zwischen Japan und der koreanischen Halbinsel. Ihre Nähe zum asiatischen Festland machte sie jedoch wiederholt zu einem empfindlichen Angriffsziel für kontinentale Invasionsversuche.

### Altertum
Im Weizhi Worenchuan (jap. 魏志倭人伝, Gishi Wajinden, dt. „Aufzeichnungen von Wei: Leben der Menschen von Wa“), ein Teil der Chroniken der Drei Reiche, einem zum Ende des dritten Jahrhunderts verfassten chinesischen Bericht über das auf einem weitgestreckten Archipel östlich der koreanischen Halbinsel lebende Volk der Wa wird ein „Land Iki“ (一支国, Iki-koku) als eines der vom Königreich Yamatai beherrschten Länder aufgeführt. Doch da die Entfernungsangaben in dem Bericht die Insel als Standort dieses Landes ausschließen, bestehen Zweifel, ob das Iki der Yayoi-Zeit mit der heutigen Insel übereinstimmt. Durch archäologische Grabungen in der Taishō- und Shōwa-Zeit, bei der mehrere große Yayoi-zeitliche Siedlungen entdeckt wurden, rückte die Wahrscheinlichkeit dieser Übereinstimmung wieder in greifbare Nähe.

#### Harunotsuji– Die Hauptsiedlung des Landes Iki zur Yayoi-Zeit?

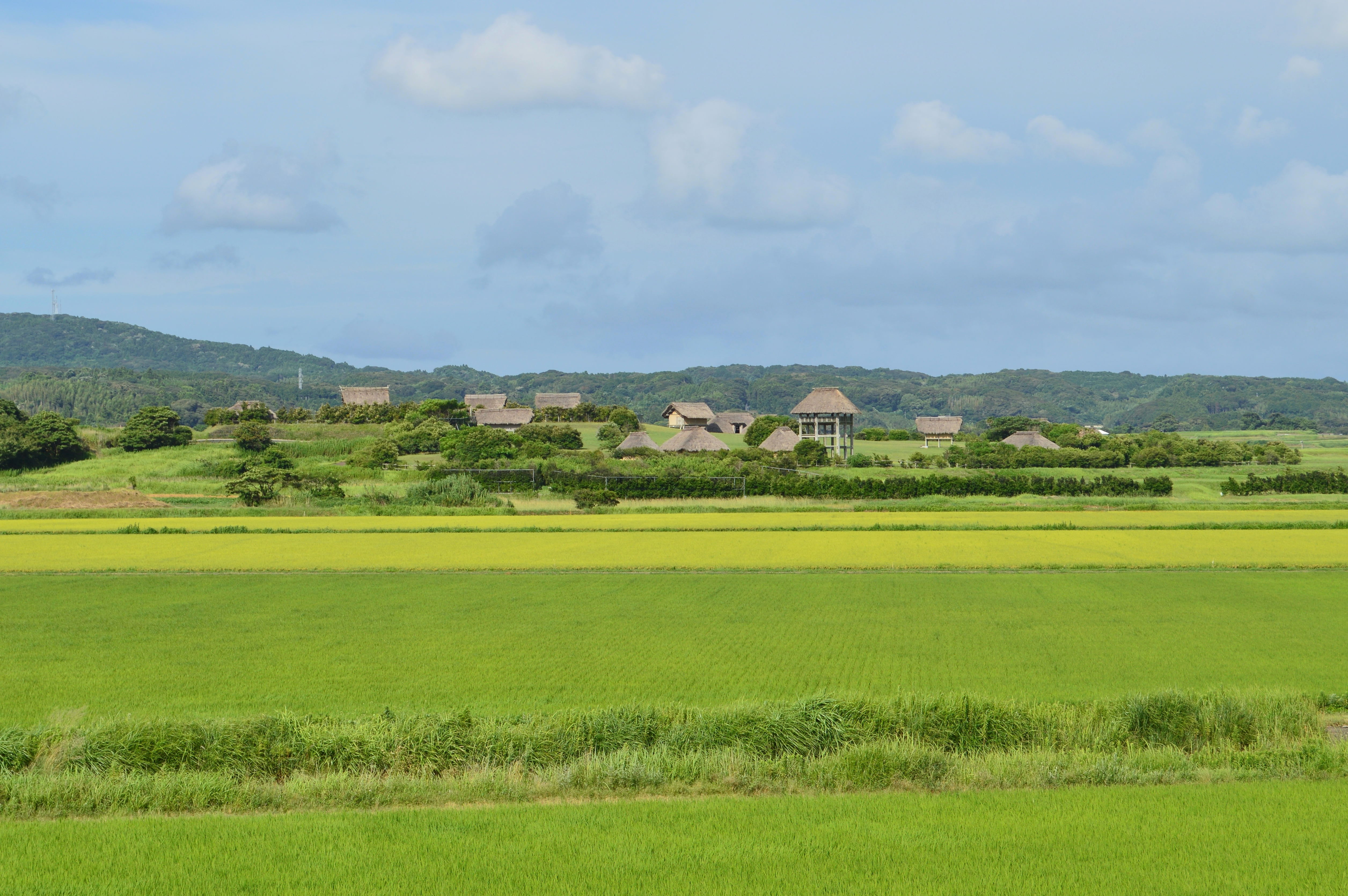
Rekonstruktion der Siedlung Harunotsuji

Im Dezember 1995 veröffentlichte das für die Auswertung der Funde und Befunde zuständige „Komitee für Bildung und Erziehung, Präfektur Nagasaki“ (長崎県教育委員会, Nagasaki-ken kyōiku iinkai), dass die Fundstätte Harunotsuji  (原の辻) die Hauptsiedlung jenes im Gishi Wajinden genannten Landes Iki gewesen sei. Für diese These spräche, dass die Entfernungsangaben in der Chronik äußerst ungenau sind. Die geografische Position ließe sich somit nicht präzise ermitteln. Abgesehen von den unstimmigen Entfernungsangaben bestehe daher kaum Anlass zum Zweifel, dass es sich bei der Insel um jenes antike Iki handele. Harunotsuji ist zudem die zweitgrößte Yayoi-zeitliche Siedlung nach der Grabung Tōko (唐古) in der Präfektur Nara. Die Auswertung der ausgegrabenen Artefakte, darunter Magatama, Waffen, Keramika, Knochen und Glasschmuck, weisen auf einen engen Kontakt zu den japanischen Inseln und dem asiatischen Festland während der Yayoi-Zeit hin.
Neben Harunotsuji wurden bei den zwei weiteren Grabungen an den Fundstätten Karakami (カラカミ遺蹟) und Kurumade (車出遺蹟) Artefakte der Yayoi-Zeit geborgen.

### Mittelalter bis Frühmoderne
Nach der Toi-Invasion (1019) entspannen sich private Handelsbeziehungen zwischen Goryeo, Tsushima, Iki und Kyūshū. Die Insel wurde der Herrschaft der Matsuura-Sippe (松浦党, Matsuura-tō) unterstellt. In der Kamakura-Zeit rissen durch die mongolischen Invasionsversuche der Jahre 1274 und 1281 die Handelsbeziehungen wieder ab. Die Invasoren fielen beide Male zunächst grausam über die schlecht verteidigten Inseln Iki und Tsushima her, bevor man zur Bucht von Hakata weiterzog. Später wurde die Insel neben Tsushima und Matsuura zu einem Hauptstützpunkt der Wokou-Piraten.
In der Edo-Zeit war die Insel unter der Herrschaft des Klans der Hirado-Matsuura ein Teil des Lehens Hirado.

## Verkehr

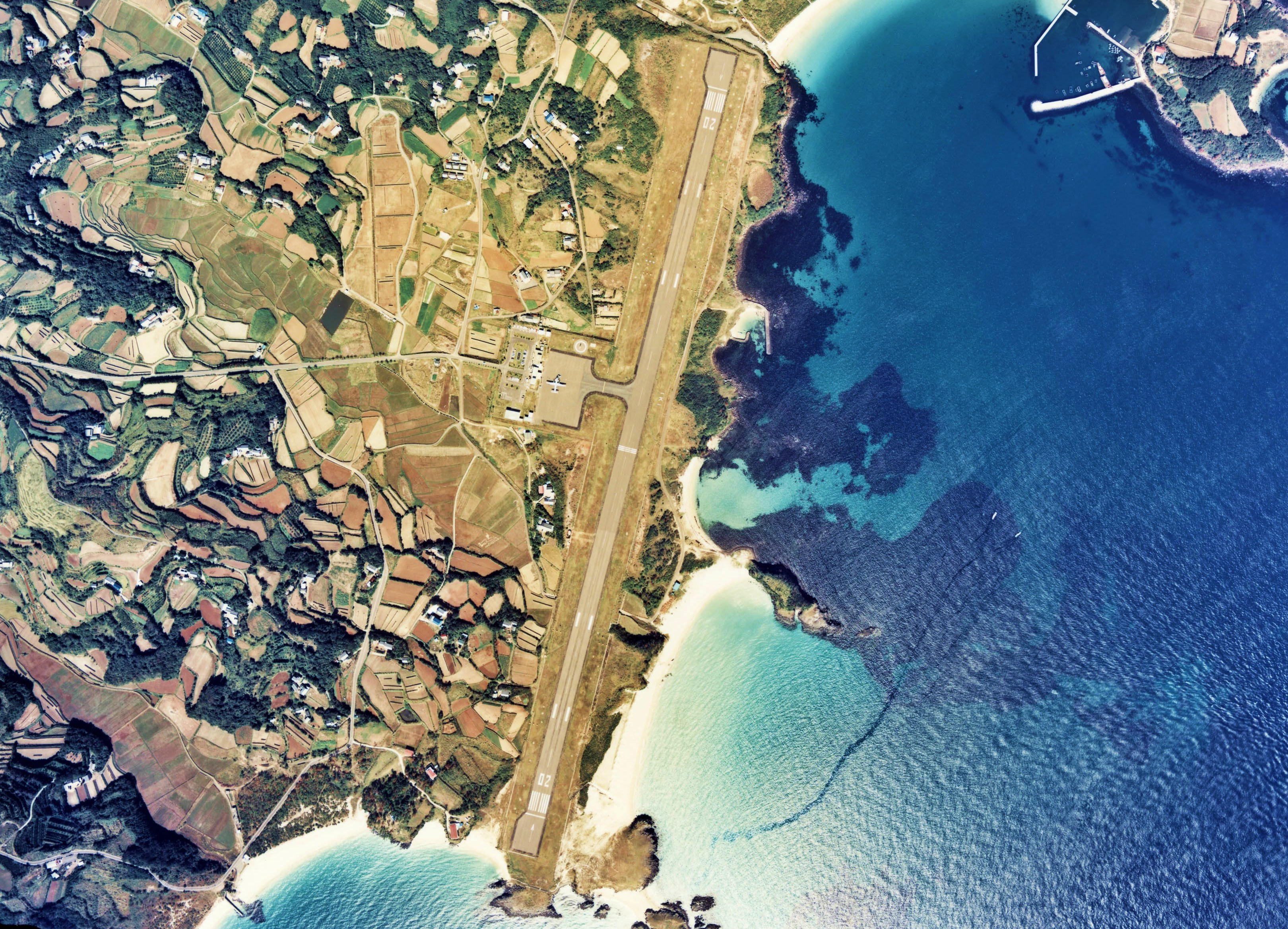
Luftbild des Flughafens Iki, 1977

Die Insel verfügt über Fährterminals in Ashibe, Ishida und Gōnoura, welche Iki nach Japan anbinden.
Der an der Ostküste befindliche Flughafen Nagasaki verbindet die Insel mit der Präfekturhauptstadt Nagasaki. Die Staatsstraße 382 verbindet die Ortschaften des Insel miteinander, der ÖPNV ist durch Buslinien der Gesellschaft „Iki-Kōtsū“ gewährleistet.

### Nicht-Japanische Sekundärliteratur
Allgemein
- S. Noma (Hrsg.): Iki. In: Japan. An Illustrated Encyclopedia. Kodansha, 1993. ISBN 4-06-205938-X, S. 588.

Volkskunde
- Hermann Bohner: Siebengestirn und Mond und einige Iki-Sagen. In: Monumenta Nipponica, Jg. 4, Nr. 2, 1941, S. 629–633.
- Hermann Bohner: Hahn und Uhr. In: Monumenta Nipponica, Jg. 1, Nr. 2, 1938, S. 314f.

Archäologie
- Jane Oksbjerg: Karakami - A Yayoi site in Iki Island. In: Bulletin of the Society of East Asian Archaeology, Jg. 1, 2007. ISSN 1864-6018 (Online-Ressource)
- Barbara Seyock: Auf den Spuren der Ostbarbaren. Zur Archäologie protohistorischer Kulturen in Südkorea und Westjapan. Lit Verlag, Münster 2004. ISBN 3-8258-7236-X, S. 169–176.

### Japanische Sekundärliteratur
Archäologie
- 岡崎敬 (Okazaki Takashi):『魏志倭人伝の考古学:対馬・壱岐篇』(Gishi wajinden no kōkogaku: Tsushima, Iki hen) 東京:第一書房 2003.

(Takashi Okazaki: Die Archäologie des Gishi wajinden: Band Tsushima und Iki, Verlag Daiichi Shobō, Tokio 2003, S. 191–288)
- 大阪府立弥生文化博物館編 (Ōsaka furitsu Yayoi bunka hakubutsukan hen): 『邪馬台国への海の道:壱岐・対馬の弥生文化 平成7年秋季特別展』(Yamataikoku e no umi no michi: Iki, Tsushima no Yayoi bunka. Heisei shichinen shūki tokubetsu hen), 東京:和泉 1995.

(Städtisches Museum für die Kultur der Yayoi-Zeit, Ōsaka: Die Yayoikultur von Iki und Tsushima. Sonderausstellung im Herbst 1995. Verlag Izumi, Tokyo 1995.)